# Lars Erik Nevander
Lars Erik Nevander, född 11 november 1921 i Stockholm, död 24 januari 2008, var en svensk ingenjör. 
Efter studentexamen 1939 utexaminerades Nevander från Kungliga Tekniska högskolan 1944 och blev teknologie licentiat 1960. Han var anställd vid Väg- och vattenbyggnadsstyrelsen 1944–46, Svenska AB Christiani & Nielsen 1946, assistent vid Kungliga Tekniska högskolans byggnadstekniska institution 1946, anställd vid Tegelindustrins centralkontor AB 1950–58, var t.f. professor vid Kungliga Tekniska högskolan 1954–58, bedrev egen verksamhet 1958–61, var laboratoriechef vid Statens provningsanstalt 1962–65 och professor i byggnadsteknik I vid Lunds tekniska högskola 1965–86.